# Zahajpol
Zahajpol (ukr. Загайпіль) – wieś na Ukrainie, w obwodzie iwanofrankiwskim, w rejonie kołomyjskim.
W czasie okupacji niemieckiej mieszkająca tutaj ukraińska rodzina Wiegżynowskich ukrywała troje Żydów z rodziny Helperów, za co w 1981 roku Instytut Jad Waszem uhonorował pośmiertnie tytułami Sprawiedliwych wśród Narodów Świata Wasiutę Wiegżynowską i jej dzieci Mychajła, Jana i Docię (wszyscy ratujący zostali w 1944 roku zamordowani przez nacjonalistów).